# Еммасте (волость)
Еммасте (ест. Emmaste vald) — волость в Естонії, у складі повіту Гіюмаа.

## Положення
Площа волості — 197 км², чисельність населення на 1 січня 2006 року становила 1266 осіб.
Адміністративний центр волості — село Еммасте. До складу волості входять ще 43 села: Еммасте (Emmaste), Халді (Haldi), Халдрека (Haldreka), Харйу (Harju), Хінду (Hindu), Хярма (Härma), Йауса (Jausa), Кабуна (Kabuna), Кадерна (Kaderna), Кітса (Kitsa), Курісу (Kurisu), Куусіку (Kuusiku), Киммусседйа (Kõmmusselja), Кюлакюла (Külaküla), Кюлама (Külama), Лаартса (Laartsa), Лассі (Lassi), Леісу (Leisu), Лепіку (Lepiku), Метсалаука (Metsalauka), Метсапере (Metsapere), Муда (Muda), Мянспе (Mänspe), Нурсте (Nurste), Оле (Ole), Прассі (Prassi), Пряхну (Prähnu), Пярна (Pärna), Раннакюла (Rannaküla), Рехеселйа (Reheselja), Ріідакюла (Riidaküla), Селйа (Selja), Сепасте (Sepaste), Сініма (Sinima), Сиру (Sõru), Тілга (Tilga), Тохврі (Tohvri), Тяркма (Tärkma), Улйа (Ulja), Валгу (Valgu), Ванамиіса (Vanamõisa), Віірі (Viiri), Ингу (Õngu).